# Mirko Cuculiza Torre
Mirko Cuculiza Torre (Huánuco, 9 de abril de 1931 - Lima, 18 de septiembre del 2020) fue un ingeniero agrónomo y político peruano. Fue ministro de Agricultura del Perú durante el segundo gobierno de Fernando Belaúnde Terry, desde el 3 de enero hasta el 3 de agosto de 1983, y senador de la República en el periodo 1980-1985.

## Biografía
Nació el 9 de abril de 1931 en la ciudad de Huánuco, siendo hijo de Ruperto Cuculiza Vélez de Villa y de Luisa Torre Dossena. Fue hermano de Luisa María Cuculiza, excongresista y exministra de la Mujer durante el gobierno de Alberto Fujimori. Su apellido paterno es de origen croata, originalmente Cuculisz, que su abuelo modificó porque era difícil de pronunciar en español.
Se recibió de ingeniero agrónomo en la Universidad Nacional de La Plata. Fue profesor titular en la facultad de agronomía de la Universidad Nacional Hermilio Valdizán de su ciudad natal, de la que fue también rector.

### Senador
Como político fue militante del partido Acción Popular. En las elecciones generales de 1980 fue elegido como senador para el periodo 1980-1985.
En 1982 fue elegido como segundo vicepresidente del Senado para el lapso legislativo 1982-1983, durante la presidencia de Sandro Mariátegui.

### Ministro de Agricultura
El 3 de enero de 1983 fue nombrado y juramentado por el presidente Fernando Belaúnde Terry como ministro de Agricultura del Perú de su segundo gobierno, en el gabinete ministerial presidido por Fernando Schwalb. Durante su gestión tuvo que enfrentar una severa crisis azucarera nacional, que creyó solucionar con la importación de miles de toneladas de azúcar, con el consiguiente aumento de su precio en el mercado peruano. Incluso la Cámara de Diputados discutió una moción de censura en su contra, la cual fue rechazada. El desabastecimiento era algo insólito, teniendo en cuenta que el Perú había sido en época no tan lejana exportador de dicho producto. Atribuyó la escasez a la paralización de siete cooperativas azucareras, ocurridas en febrero de 1983. También le tocó afrontar el terrible fenómeno del Niño de 1983 y la sequía del Sur. Recibió críticas muy severas, incluso de parte de los miembros del partido de gobierno, que le señalaron su incapacidad para solucionar los problemas de su sector.
Finalmente, dejó el ministerio el 4 de agosto de 1983. En el balance de su gestión, dijo haber servido con honor y honestidad a su patria, y que uno de sus tantos logros había sido ampliar la frontera agrícola en 32 mil hectáreas, mediante pequeñas irrigaciones.
En los años 1990 fue asesor de su hermana Luisa María Cuculiza, que por entonces era alcaldesa del distrito de San Borja y posteriormente ministra de la Mujer en el gobierno de Alberto Fujimori.

### Fallecimiento
El 18 de septiembre de 2020 falleció de muerte natural a los 89 años en la ciudad de Lima. Posteriormente fue homenajeado por el Congreso de la República del Perú que estaba entonces bajo la presidencia de Luis Valdez Farías.